# Западноатлантическая королевская макрель
Западноатлантическая королевская макрель (лат. Scomberomorus regalis) — вид рыб семейства скумбриевых. Обитают в тропических водах западной части Атлантического океана между 41° с. ш. и 27° ю. ш. и между 99° з. д. и 34° з. д. Океанодромные рыбы, встречаются у поверхности воды. Максимальная длина тела 83,5 см. Ценная промысловая рыба.

## Ареал
Западноатлантическая королевская макрель обитает в прибрежных водах от Кейп-Код и Массачусетса до Рио-де-Жанейро, Бразилия. Эти пелагические рыбы встречаются в прозрачной воде вокруг коралловых рифов.     

## Описание
У западноатлантических королевских макрелей удлинённое веретеновидное тело, тонкий хвостовой стебель с простым килем. Зубы ножевидной формы. Голова короткая. Длина рыла короче оставшейся длины головы. Имеются сошниковые и нёбные зубы. Верхнечелюстная кость не спрятана под предглазничную. 2 спинных плавника разделены небольшим промежутком. Боковая линия не волнистая, резко изгибается под вторым спинным плавником. Брюшные плавники маленькие.  Брюшной межплавниковый отросток маленький и раздвоенный. Зубы на языке отсутствуют. Плавательный пузырь отсутствует. Боковая линия плавно изгибается по направлению к хвостовому стеблю. Количество жаберных тычинок на первой жаберной дуге 12—18. Позвонков 47—48. В первом спинном плавнике 16—18 колючих лучей, во втором спинном 16—19 и в анальном плавнике 15—20 мягких лучей. Позади второго спинного и анального плавников пролегает ряд из 7—9 и 7—10 более мелких плавничков, помогающих избегать образования водоворотов при быстром движении.  Небольшие грудные плавники образованы 20—24 лучами. Спина тёмная. Бока серебристые с продольной прерывистой жёлто-оранжевой полосой, окружённой небольшими пятнами такого же цвета. Передний край первого спинного плавника окрашен в чёрный цвет, сам плавник белый. Максимальная зарегистрированная длина 83,5 см, а масса 7,6 кг.

## Биология
Эпипелагическая неретическая стайная рыба.
Нерестится круглый год. В водах Пуэрто-Рико пик приходится на август-сентябрь. Плодовитость самок длиной 16—80 см колеблется в пределах от 160 тысяч до 2,2 миллионов икринок. Самцы и самки достигают половой зрелости при длине 32—35 см и 38 см.
Западноатлантическая королевская макрель питается в основном мелкими сельдевыми (харенгулы, манхуа и мачуэлы) и твердоголовками, а также головоногими и креветками.  

## Взаимодействие с человеком
Представляют средний интерес для коммерческого лова. Промысел ведётся жаберными сетями, кошельковыми неводами и удебными орудиями лова. Поступает на рынок в свежем виде, а также в мороженом и копчёном. Мясо употребляют в пищу жареным, отварным или запечёным. Международный союз охраны природы присвоил виду охранный статус «Вызывающий наименьшие опасения».